# Marina de Van
Marina de Van est une réalisatrice, scénariste, écrivaine et actrice française de cinéma, née le 8 février 1971, à Boulogne-Billancourt. Ancienne élève de La Fémis, elle travaille au début de sa carrière régulièrement comme actrice et scénariste pour François Ozon. Elle réalise plusieurs courts métrages avant la réalisation de son premier long, Dans ma peau. Elle se lance ensuite dans la réalisation de Ne te retourne pas, un film ambitieux pour lequel elle travaille plusieurs années et qui est un échec public. Elle réalise ensuite le film d'horreur Dark Touch et raconte dans un roman les problèmes d'addiction qui ont été les siens.

## Biographie
Marina de Van nait le 8 février 1971 d'un père musicologue et d'une mère avocate.
Ancienne élève du lycée Henri-IV de Paris ou elle fait une classe préparatoire littéraire, elle est titulaire d'une maîtrise de philosophie sur la Critique de la raison pure. Elle est diplômée de La Fémis (section Réalisation) en 1997. Il est à noter qu'elle a envisagé de faire des études d'arts plastiques (dessin et sculpture) : l'année où elle réussit le concours de La Fémis elle tente aussi l'entrée des Beaux-Arts où elle échoue à l'oral, le jury la trouvant « trop classique, ».
Elle est la sœur de l'acteur Adrien de Van qui a joué dans plusieurs de ses films (Bien sous tous rapports, Dans ma peau, Ne te retourne pas, Le Petit Poucet) ainsi qu'avec elle dans Sitcom de François Ozon. Son autre frère est Thomas de Van, qui joue aussi dans Bien sous tous rapports et tient un petit rôle dans Dans ma peau. Elle a d'ailleurs dédié ce film à ses frères.
Elle a connu une addiction aux médicaments, à l'alcool et à la cocaïne qui l'a menée à être hospitalisée et à effectuer des cures de désintoxication. Une fois guérie, elle raconte cette expérience dans son livre Stéréoscopie, publié en 2013.
Elle est membre du collectif 50/50 qui a pour but de promouvoir l’égalité des femmes et des hommes et la diversité dans le cinéma et l’audiovisuel,.

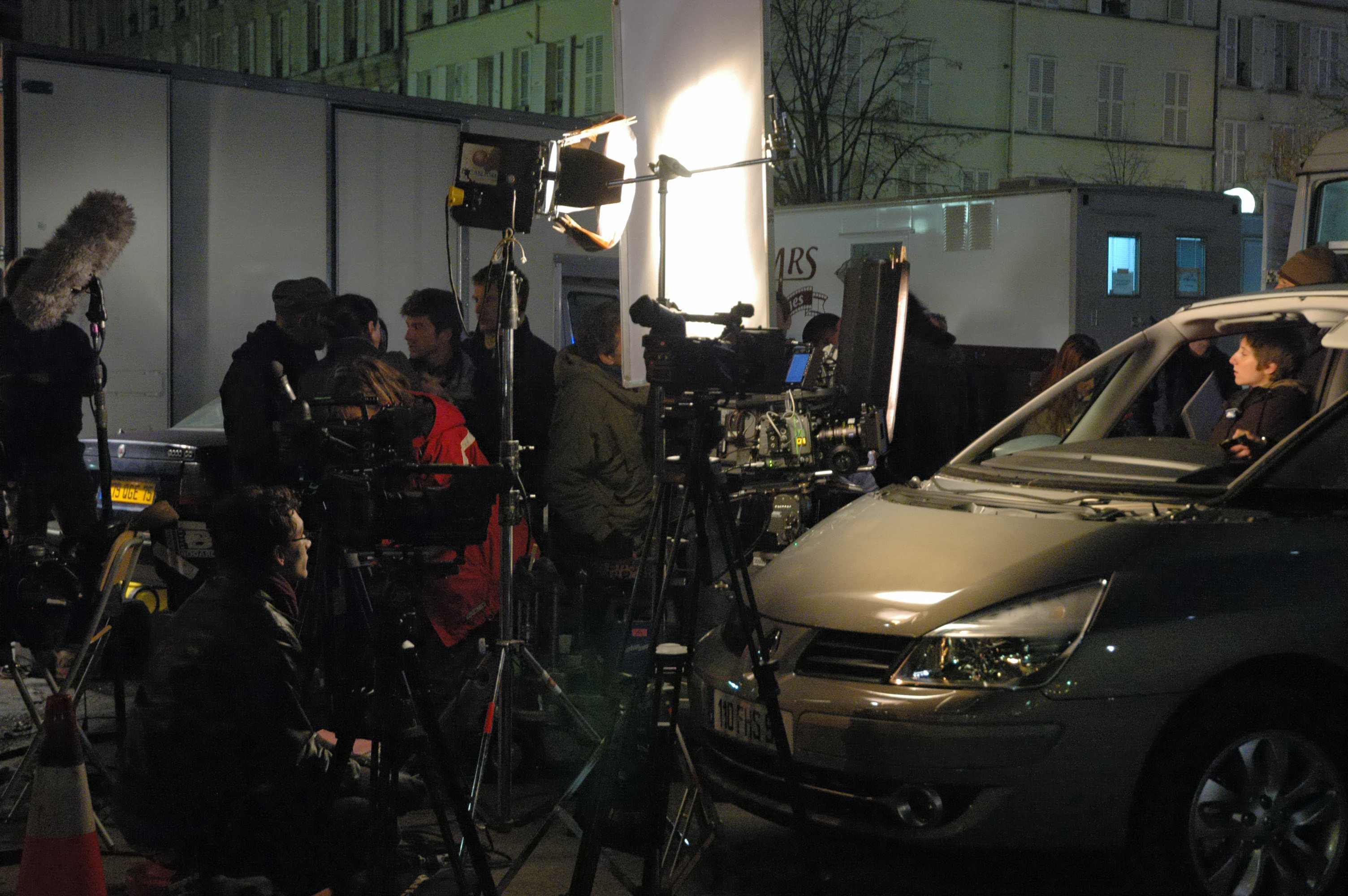
Tournage de nuit de Ne te retourne pas (Marina de Van, 2008) le 21 novembre 2007 à Bercy, Paris

### Carrière

#### Réalisatrice
Elle réalise à la Femis son premier court-métrage Bien sous tous rapports qui raconte comment une famille bourgeoise attachée aux bonnes manières enseigne à sa fille la méthode pour pratiquer correctement une fellation.
Après deux autres courts métrages, elle réalise en 2002 son premier long-métrage Dans ma peau qui raconte l'histoire d'une femme qui, à la suite d'un accident, commence à lacérer sa peau. Elle déclare apprécier tourner des courts métrages (elle en tournera d'ailleurs plusieurs entre ses longs métrages), mais se lasser de leur diffusion marginale. Néanmoins c'est avant tout l'envie de parler de l'automutilation qui la fait passer à une forme plus longue, ce sujet selon elle ne pouvant être traité de manière brève.
En 2007, elle réalise Ne te retourne pas où Sophie Marceau se transforme peu à peu en Monica Bellucci. Elle a déclaré, des rapports de Ne te retourne pas avec Dans ma peau : « Les deux films mettent en scène un personnage angoissé dans son rapport à lui-même, comme à un objet non identifié. Qu’est-ce qui est moi ? Qu’est-ce qui est autre, étranger à moi ? Qu’est-ce qui fait la limite entre moi et les autres ? Et à travers cela, qu’est-ce qui est réel, qu’est-ce qui est vrai ? » Ce film ambitieux, pour lequel elle a travaillé sept ans, est sélectionné à Cannes 2009 hors compétition où il reçoit un accueil froid (elle qualifie cette expérience cannoise de « cauchemar ») et est un échec public.
Son film Dark Touch sort en 2013 : il s'agit d'un film d'horreur où une maison prend vie et se met à lancer ce qu'elle contient sur ses occupants. Elle tourne le film en Irlande et en Suède car, le personnage principal du film étant une enfant, la DDASS française ne lui a pas donné l'autorisation de tourner avec des enfants.
En 2014, elle annonce avoir l'intention d'adapter La Pitié dangereuse de Stefan Zweig, roman qu'elle apprécie beaucoup.
Elle a déclaré en 2002 : « Les thèmes qui m'intéressent en tant que réalisatrice sont à la limite du réel, mais pas en tant que choc, ni dans le fantastique, mais peut être dans le malaise. » Elle est intéressée par le fait d'avoir peur et par « l'inquiétude », appréciant en tant que spectatrice les réalisateurs qui ont abordé ce thème, comme Alfred Hitchcock ou Steven Spielberg dont elle « adore » Jurassic Park (« j'ai peur lorsque les dinosaures attaquent les enfants, ces mâchoires avec toutes ces dents... ») En 2013, elle déclare que même si elle apprécie les réalisateurs américains, elle n'a pas vraiment de réalisateur préféré.

#### Scénariste
Après avoir été actrice pour François Ozon, elle collabore aux scénarios de plusieurs de ses films, notamment Sous le sable et Huit Femmes pour lequel elle est nommée pour le César du meilleur scénario original ou adaptation en 2003.
Elle est la scénariste ou coscénariste de tous les films qu'elle a réalisés.
Elle est aussi la coscénariste du film Je pense à vous de Pascal Bonitzer. Lors de sa sortie en salles, elle explique au journal Libération que « écrire pour autrui est forcément moins important, puisque ça n'est pas quelque chose qui vous constitue, ni vous touche ni vous déstabilise. J'apporte de l'intelligence, de l'imagination, de la sensibilité, mais sur une base qui n'a rien de personnellement névralgique, car, en définitive, seul le réalisateur doit se reconnaître dans son film. » Elle précise aussi dans cet article que si François Ozon l'a toujours fait travailler sur des projets dont il avait déjà une idée claire, Pascal Bonitzer l'a impliquée sur ce projet alors qu'il fallait encore « tâtonner » et chercher pour faire aboutir le scénario. Mais elle affirme avoir essayé de « ne pas toucher » au personnage qu'elle interprète dans le film, afin de garder « une position d'actrice honnête. »
Elle explique dans la presse en 2006 que si elle a été identifiée comme scénariste pour d'autres réalisateurs qu'elle, ce n'est pas chez elle une « vocation » et qu'elle ne compte pas poursuivre dans cette voie (et de fait elle n'a pas été créditée au scénario d'un film qu'elle n'aurait pas réalisé depuis lors).

#### Actrice
François Ozon, autre ancien élève de La Fémis (promotion 1994), ayant vu Bien sous tous rapports, dans lequel elle joue, lui trouve « une tête vraiment bizarre ». Il la prend alors comme actrice dans son film Regarde la mer, puis par la suite dans Sitcom. Elle déclare à ce propos : « les gens aussi trouvent que j'ai une tête étrange, particulière, ce que je ne comprends pas du tout. J'ai plutôt l'impression d'avoir des traits réguliers, pas une icône de beauté, mais rien de très spécial non plus. » Elle dit « adorer » Regarde la mer : « j'aime ce côté brutal, malsain que j'arrivais à dégager, mais c'était un rôle, ce n'était pas moi... En tant que comédienne, je ne voulais pas m'enfermer dans ce genre de rôle. Pourtant par la suite, on m'a proposé toute une série de personnages trash, dangereux... Ce qui n'est pas du tout moi, je ne suis pas dans la provocation. »
Entre Regarde la mer et Dans ma peau, dont elle joue le rôle principal, on voit son corps évoluer, devenir plus musclé : Marina de Van se met en effet, entre ces deux films, à la pratique d' « une forme de yoga athlétique, dynamique, (...) deux heures par jour. » Elle s'est d'ailleurs demandé si ce n'était pas en contradiction avec son rôle dans Dans ma peau, où elle joue une femme qui redécouvre son corps, « se lance dans un nouveau rapport avec (lui) » mais cette contradiction possible n'a pas été ressentie par les spectateurs du film.
L'une des raisons pour lesquelles elle joue dans plusieurs de ses propres films (Bien sous tous rapports, Rétention, Dans ma peau, La Promenade) serait une sorte de curiosité narcissique. Elle a déclaré, à la sortie de Dans ma peau «  Lorsque j'ai réalisé mon premier court-métrage, ce n'était pas tellement l'idée de jouer qui m'intéressait, mais de me voir. Je peux rester devant la glace pendant une heure et me regarder. C'est le plaisir de ma curiosité devant l’étrangeté de mon corps. » Il est à noter qu'elle a pris sur Dans ma peau un « coach » (Marc Adjadj) pour la diriger et diriger les autres acteurs principaux dans les scènes où elle était trop impliquée en tant qu'actrice pour le faire.
Il est probable que malgré ce rapport particulier à son corps d'actrice, elle ne puisse plus tourner à l'avenir dans ses propres films. Elle ne serait pas assez bankable, c'est-à-dire qu'il est impossible de financer un film sur son nom : « Ce n'est pas le metteur en scène qui choisit son casting. Ni pour les rôles principaux, ni pour les secondaires, car les instances financières ont d'autres choix ou nécessités, qui ne laissent aucune place à l'exploitation de talent même confirmés, mais pas assez bankables, pas dans la liste étroite de ceux qui potentiellement rapporteront des entrées et de l'argent. Les seuls réalisateurs qui arrivent à se débrouiller dans le choix d'acteurs non bankables font des films choraux. De mon côté, je fais en général des films centrés sur deux ou trois personnages. Voire un. Ça ne s'y prête donc pas. »
Elle joue un des rôles principaux dans le film de Pascal Bonitzer Je pense à vous dont elle est aussi coscénariste. Enthousiasmé par sa performance, le journal Libération lui consacre alors un article où on peut lire « Clair et net : Marina de Van est aussi une actrice d'envergure. »

## Filmographie

### Réalisatrice

#### Courts métrages
- 1993 : Luce Turnier
- 1996 : Bien sous tous rapports
- 1997 : Rétention
- 1997 : La Poseuse
- 1999 : Alias
- 1999 : Psy-show
- 2003 : L'Épicerie (film de la collection Talents Cannes)
- 2003 : L'Hôtel (film de la collection Talents Cannes)
- 2003 : L'Hôpital (film de la collection Talents Cannes)
- 2007 : La Promenade

#### Longs métrages
- 2002 : Dans ma peau
- 2009 : Ne te retourne pas
- 2011 : Le Petit Poucet (Téléfilm)
- 2013 : Dark Touch

### Scénariste
Marina de Van est scénariste de toutes ses réalisations.
- 1997 : Regarde la mer de François Ozon (Participation à l'écriture des dialogues, non créditée au générique)
- 1999 : Les Amants criminels de François Ozon (Écriture du poème La bouche de Saïd)
- 2000 : Sous le sable de François Ozon (Scénario écrit avec Emmanuèle Bernheim et Marcia Romano)
- 2002 : Huit Femmes de François Ozon (Scénario écrit avec François Ozon)
- 2006 : Je pense à vous de Pascal Bonitzer (Scénario écrit avec Pascal Bonitzer)
- 2009 : Ne te retourne pas (Jacques Akchoti est mentionné avec Marina de Van pour l'idée originale)
- 2011 : Le Petit Poucet (Scénario écrit avec Bertrand Santini d'après le conte de Charles Perrault)

### Actrice
(Lorsque le réalisateur n'est pas mentionné, il s'agit d'une réalisation de Marina de Van)
- 1996 : Bien sous tous rapports (Court-métrage) (La fille)
- 1997 : Rétention (Court-métrage) (La jeune femme)
- 1997 : Regarde la mer (Moyen métrage) de François Ozon (Tatiana)
- 1998 : Sitcom de François Ozon (Sophie)
- 1998 : Un peu de temps réel (Court métrage) de Olivier Torres
- 2000 : Les Frères Sœur de Frédéric Jardin (La prostituée SM)
- 2002 : Dans ma peau (Esther)
- 2004 : Série télévisée Boulevard du Palais, épisode « Le Récidiviste » réalisé par Renaud Bertrand (Pascale Rolin)
- 2006 : Je pense à vous de Pascal Bonitzer (Anne)
- 2007 : La Promenade (Court-métrage) (Claire)
- 2007 : La Clef de Guillaume Nicloux (Sophie)
- 2017 : Série télévisée Le Bureau des légendes, saison 3, 3 épisodes réalisés par Hélier Cisterne, Eric Rochant, Samuel Collardey, Antoine Chevrollier (Marjorie Brenner)

## Publications
- Passer la nuit, Paris, Allia Éditions, 2011, 152 p. (ISBN 978-2-84485-400-1)
- Stéréoscopie, Paris, Allia Éditions, 2013, 144 p.  (ISBN 978-2-84485-693-7)
- Rose minuit, Paris, : Allia Éditions, 2016, 136 p.  (ISBN 979-10-304-0117-2)
- Brûler l’empreinte, Paris, : Abstractions, 2024, 306 p.  (ISBN 978-2-492867-25-5)

### Traduction
- Lisa Cairns; Pour l'amour de toute chose (For the love of everything), Paris, Éditions Accarias-l'Originel, transcrit et remanié d'après des enregistrements live de Lisa Cairns sous forme écrite par Julie Rumbarger ; traduit de l'anglais par Marina de Van, 2015, 185 p.  (ISBN 978-2-86316-262-0)